# Kempnyia
Kempnyia är ett släkte av bäcksländor. Kempnyia ingår i familjen jättebäcksländor.

## Dottertaxa tillKempnyia, i alfabetisk ordning[1]
- Kempnyia alterosarum
- Kempnyia auberti
- Kempnyia barbiellinii
- Kempnyia brasilica
- Kempnyia brasiliensis
- Kempnyia colossica
- Kempnyia flava
- Kempnyia goiana
- Kempnyia gracilenta
- Kempnyia guassu
- Kempnyia jatim
- Kempnyia klugii
- Kempnyia mirim
- Kempnyia neotropica
- Kempnyia obtusa
- Kempnyia oliverai
- Kempnyia petersorum
- Kempnyia petropolitana
- Kempnyia reichardti
- Kempnyia reticulata
- Kempnyia sazimai
- Kempnyia serrana
- Kempnyia sordida
- Kempnyia tamoya
- Kempnyia taunayi
- Kempnyia tenebrosa
- Kempnyia tijucana
- Kempnyia umbrina
- Kempnyia vanini
- Kempnyia varipes